# John Pizzarelli
John Pizzarelli (Paterson, Nueva Jersey, 6 de abril de 1960) es un cantante y guitarrista estadounidense de jazz. Poseedor de una voz cálida y suave, y de una presencia elegante, Pizzarelli es uno de los principales representantes del neotradicionalismo jazzístico aplicado al canto. 
Hijo del guitarrista Bucky Pizzarelli, John empezó a cantar con su padre a los 20 años e hizo su grabación de debut en 1983 con I'm Hip -- Please Don't Tell My Father. Como guitarrista, manifiesta influencias de Les Paul y Django Reinhardt.
En 1993 el John Pizzarelli Trio hizo de telonero en una de las últimas giras de Frank Sinatra, llegando a participar en la celebración del 80 cumpleaños de este en el Carnegie Hall. En 1997 participó en la producción de Broadway Dream, un homenaje al compositor Johnny Mercer. Su disco de 1998 Meets the Beatles, le presenta reinterpretando canciones clásicas del grupo de Liverpool, y al año siguiente rindió homenaje a una de sus más grandes influencias, Nat King Cole, con P.S. Mr. Cole. Pizzarelli firmó en 1999 con el sello Telarc y grabó dos discos de estándares, Kisses in the Rain y Let There Be Love, en 2000.
Desde entonces, ha grabado un disco con el pianista George Shearing y ha celebrado sus diez años de música con su trío grabando un disco en directo Live at Birdland en 2003. Apartándose por un momento del swing, Pizzarelli grabó Bossa Nova en 2004, cantando composiciones de Antonio Carlos Jobim como "The Girl from Ipanema" y "Aguas de Marco". En 2005 presentó nuevos estándares en Knowing You y, respaldado por la Clayton-Hamilton Jazz Orchestra, le ha rendido homenaje a Sinatra en 2006 con Dear Mr. Sinatra.

## Selección discográfica
- 1990: My Blue Heaven (Chesky Records)
- 1996: After Hours (Novus)
- 1998: Meets the Beatles
- 1999: P.S. Mr. Cole (RCA)
- 2001: Twogether (Victrola)
- 2002: The Rare Delight of You (Telarc)
- 2002: Sing sing sing (Pony canyon)
- 2003: Live at birdland (Telarc)
- 2004: Bossa Nova (Telarc)
- 2005: Knowing You (Telarc)
- 2006: Dear Mr. Sinatra	(Telarc)
- 2007: Generations	(Arbors Records)
- 2008: With a Song in My Heart	(Telarc)
- 2010: Rockin' In Rhythm - A Tribute To Duke Ellington	(Telarc)
- 2012: Double exposure	(Telarc)
- 2015: Midnight McCartney (Concord)

- Datos: Q1701445
- Multimedia: John Pizzarelli / Q1701445